# Біокосмізм
Біокосмізм — напрямок в російській філософії та літературі початку 20-х років ХХ століття, основними принципами і цілями якого були максимальна свобода особистості і її творчості аж до свободи пересування в космосі, поширення впливу діяльності людини на весь Всесвіт, досягнення фізичного безсмертя, здатності створювати і перестворювати Всесвіт, керувати часом, воскрешати померлих людей і т. д. Було пов'язано з анархізмом.

## Засновники
Засновниками біокосмізму були Олександр Агієнко (виступав під псевдонімом А. Святогор) і Олександр Ярославський. Початком цієї течії вважається створення двох літературних груп молодих художників і поетів в Москві в грудні 1920 року в рамках Всеукраїнської секції  анархо-універсалістів А. Гордина. У 1921 р Святогор і П. Іваницький в статті «біокосмізм» писали:
|  | Вся попередня історія від перших проявів органічного життя на землі до солідних потрясінь останніх років — це одна епоха. Це епоха смерті і дрібних справ. Ми ж починаємо велику еру безсмертя і нескінченності |

.
29 грудня 1921 р А.Святогор і його прихильники підписали маніфест, що оголошував місію анархо-універсалізму вичерпаною і розпускав всі незгодні місцеві організації анархо-універсалістів. Вони розраховували, що анархо-універсалісти визнають біокосмізм. Послідовники Святогора організували свій клуб «Креатор біокосмістів», а після і окрему організацію — Креатор російських і московських анархістів-біокосмістів. Хоч біокосмісти і продовжували вважати себе анархістами, Святогор вказував на необхідність згоди з Радянською владою, вказуючи, що влада сама зникне в міру перемоги революції.
З 1922 року біокосмісти почали видавати журнали «Біокосміст» (Москва, редактор А. Агієнко) і «Безсмертя» (Петроград, редактор О. Ярославський), в яких друкувалися матеріали про біокосмізм, поетичні добірки, науково-фантастичні твори. Найвідомішим зібранням творів біокосмістів стала збірка «Біокосмісти. Десять штук».

## Представники
До біокосмістів належали поети Е. Грозін, Н. Дегтярьов, В. Аніст, І. Лінкст, О. Лор, О. Чекин, Б. Гейґ-Уран, художники В. Зикеев, П. Лидин. Біокосмічні гуртки існували також в Іркутську, Омську, Києві, Пскові. Тільки в 1922 році в Петрограді біокосмісти провели 45 поетичних вечорів і диспутів.
У 1922 р почався розпад Креаторію: Петроградська група біокосмістів на чолі з А. Ярославським відкололася від організації. Вона влаштовувала вечори та лекції з  регенерації,  євгеніки,  омолодженню, анабіозу.
У листопаді 1922 року журнал Ярославського «Безсмертя» був закритий Малою Президією Петроградського губвиконкому по звинуваченню в порнографії.
Святогор організував у листопаді 1922 році спільно з єпископом Пензенським Іоанникієм Вільну Трудову Церкву. Вона проголошувала, що Христос своїм воскресінням проголосив безсмертя і життя у всесвіті. Але в 1923 році Святогор порвав і з цією церквою, ставши навіть членом Центральної ради Союзу войовничих безбожників СРСР.